# Trichopteryx februalis
Trichopteryx februalis är en fjärilsart som beskrevs av Dyar 1923. Trichopteryx februalis ingår i släktet Trichopteryx och familjen mätare. Inga underarter finns listade i Catalogue of Life.